# オグネヴォイ (駆逐艦)
オグネヴォイ（ロシア語:Огневой）は、ソ連で建造されたオグネヴォイ級駆逐艦。艦名は、「燃えるような」といった意味のロシア語の形容詞である。

## 艦歴
ニコラエフ造船所にて1939年8月20日に起工、1940年11月9日に進水したが、独ソ戦勃発により建造は中止され、1941年8月13日から17日にかけてニコラエフからセヴァストポリに曳航された。
ドイツ軍がセヴァストポリに接近すると、未完成のオグネヴォイは工場の作業員やその家族の避難所として使用され、船内には居住区画が設けられた。76mm高射砲（76.2ミリ連装高射砲）により攻撃してきたドイツのユンカース爆撃機を撃墜し、乗船していた人員を守った。
その後オグネヴォイはポティへ曳航され、1943年秋にはバトゥミの工場にて建造を再開し1945年3月22日に就役、1945年4月8日にソ連海軍赤旗黒海艦隊に合流した。
1947年8月19日、オグネヴォイはスターリンとコスイギンを乗せた巡洋艦モロトフをヤルタからソチまで護衛した。
1956年2月17日、オグネヴォイは退役し、1956年12月27日には「CL-2」に改名され標的艦に編成された。1958年10月13日には解体され、10月20日に海軍船籍から抹消された。